# Луганвил
Луганвил је други по величини град државе Вануату. Налази се на острву Еспириту Санто у провинцији Санма , и има 13.167 становника. Луганвил је једна од најпрометнијих лука Вануатуа.

## Становништво
Град има 13.167 становника, од чега су највећи број хришћани.

## Градови побратими
- Кота Кинабалу, Малезија.
- Ле Мон-Дор, Нова Каледонија.
- Хонијара, Соломонова острва.
- Порт Вила, Вануату.